# トウキョウホリデイ
『トウキョウホリデイ』は、2025年4月4日（3日深夜）から6月20日（19日深夜）までテレビ東京系「木ドラ24」枠で放送されたテレビドラマ。主演はガルフ・カナーウットと瀧本美織。
オードリー・ヘップバーンのローマの休日 (ROMAN HOLIDAY) をオマージュしており、元ネタ同様にベスパのスクーターで東京を案内するシーンが入れられている。

## あらすじ
タイの国民的人気スター『笑顔の王子様』がハードスケジュールに疲れ果て、映画のプロモーションで訪れた東京でこっそりホテルを抜け出し、たまたま入った団子屋で出会った店の娘とふれあい、東京で自由を満喫する。

## キャスト

### 主要人物
アティット
演 - ガルフ・カナーウット
国内外から愛されているタイの国民的俳優。
石田桜子
演 - 瀧本美織
甘味処「とき和」の一人娘。

### 周辺人物
町田隼人
演 - 葉山奨之
桜子の初恋の人。
野山みなみ
演 - 岡本夏美
甘味処「とき和」の常連客。
石田俊夫
演 - 風間杜夫
桜子の父親。
渡会かえで
演 - 村川絵梨
アティットが出演する映画『Across the Midnight』の宣伝プロデューサー。
川辺
演 - 猪塚健太
警察官。
リチャード
演 - パオロ
アティットのマネージャー。
長谷部剛
演 - 諏訪太朗
映画『Across the Midnight』のヒロインが所属する芸能事務所の社長。
鈴木沙羅
演 - 吉田伶香
映画『Across the Midnight』のヒロイン役の女優。

## スタッフ
- 脚本 - 上村奈帆、倉地雄大、富安美尋、村上らつ子、春陽漁介、松下沙彩[1][2][4]
- 監督 - 上村奈帆、柴田啓佑、長谷川卓也[1][2][4]
- 音楽 - 齋藤優輝
- 主題歌 - GULFKANAWUT&瀧本美織「It's go time!」[5]
- 挿入歌 - 澤村光彩「カナリア」[4]
- 和菓子監修 - 松戸淳一[6]
- タイ語監修 - 早坂裕一郎
- 英語監修 - 横山明子
- 医療監修 - 堀エリカ、太田翔介、根本千草
- プロデューサー - 倉地雄大（テレビ東京）、中村晋野（テレビ東京）、奥野邦洋（OLM）[1][2][4]
- 特別協力 - ぴあ[1][2][4]
- 制作協力 - 東北新社
- 制作 - テレビ東京、OLM[1][2][4]
- 製作著作 - 「トウキョウホリデイ」製作委員会[1][2][4]

## 放送日程
| 話数   | 放送日  | サブタイトル           | 脚本                       | 監督           |
| ------ | ------- | ---------------------- | -------------------------- | -------------- |
| 第1話  | 4月04日 | 運命の出会い           | 上村奈帆                   | 上村奈帆       |
| 第2話  | 4月11日 | 一生の想い出           | 倉地雄大 春陽漁介 上村奈帆 | 上村奈帆       |
| 第3話  | 4月18日 | 勝手にいなくならないで | 富安美尋 倉地雄大          | 柴田啓佑       |
| 第4話  | 4月25日 | 一世一代の恋           | 松下沙彩 倉地雄大          | 柴田啓佑       |
| 第5話  | 5月02日 | アオハル               | 村上らつ子 倉地雄大        | 柴田啓佑       |
| 第6話  | 5月09日 | 自分探しの旅           | 上村奈帆                   | 上村奈帆       |
| 第7話  | 5月16日 | 伝えたい想い           | 村上らつ子 倉地雄大        | 柴田啓佑       |
| 第8話  | 5月23日 | あなたが進みたい道     | 富安美尋                   | ハセガワタクヤ |
| 第9話  | 5月30日 | 大スターと私           | 上村奈帆                   | 柴田啓佑       |
| 第10話 | 6月06日 | 余計なこと言わないで   | 上村奈帆                   | ハセガワタクヤ |
| 第11話 | 6月13日 | 夢みたいな時間の終わり | 上村奈帆                   | 上村奈帆       |
| 最終話 | 6月20日 | きっとまた会える       | 上村奈帆                   | 上村奈帆       |

- 第8話は前日の『世界卓球2025』（19:55 - 22:50）放送に伴う特別編成の関係で、60分繰り下げられ、1時30分 - 2時に放送された。

## 放送局
| 放送期間               | 放送時間                     | 放送局         | 対象地域       | 備考   |
| ---------------------- | ---------------------------- | -------------- | -------------- | ------ |
| 2025年4月4日 - 6月20日 | 金曜 0:30 - 1:00（木曜深夜） | テレビ東京     | 関東広域圏     | 製作局 |
|                        |                              | テレビ大阪     | 大阪府         |        |
|                        |                              | テレビ愛知     | 愛知県         |        |
|                        |                              | テレビせとうち | 岡山県・香川県 |        |
|                        |                              | テレビ北海道   | 北海道         |        |
|                        |                              | TVQ九州放送    | 福岡県         |        |
| 2025年4月7日 - 6月23日 | 月曜 0:00 - 0:30（日曜深夜） | BSテレ東       | 全国           |        |